# Queichhambach
Queichhambach ist ein Stadtteil und insgesamt einer von vier Ortsbezirken der im rheinland-pfälzischen Landkreis Südliche Weinstraße gelegenen Stadt Annweiler am Trifels. Bis 1972 war er eine eigenständige Gemeinde.

## Lage
Der Ort liegt etwa einen Kilometer nordöstlich der Kernstadt. Die Queich, die als Namensgeber des Ortes fungiert, streift den nördlichen Rand des Siedlungsgebiets; nordwestlich von diesem mündet von links der Hahnenbach in erstere. Zum Stadtteil gehört außerdem noch der Weiler Neumühle. Zwei Kilometer südöstlich erstreckt sich an der Gemarkungsgrenze zu Birkweiler der insgesamt 551,9 Meter messende Hohenberg. Im Osten liegt – teilweise bereits auf Gemarkung von Birkweiler und Albersweiler – das Naturschutzgebiet Haardtrand – Auf dem Kirchberg. Nordwestlich von Rinnthal gehört in der Frankenweide mit dem Queichhambacher Wald eine Exklave zum Ort; diese wird vom Wellbach durchflossen.

## Geschichte
Im Jahre 1274 wurden eine Kirche nebst Hof in Queichhambach urkundlich erwähnt, das 1283 dem Kloster Hornbach zugesprochen wird. Der Ort erhielt Rechte an der ersten Haingeraide, die ein Gebiet in der Frankenweide nördlich von Rinnthal und Eußerthal umfasst; im Zuge von deren Auflösung kam eine Exklave, der sogenannte Queichhambacher Wald, zum Gemeindegebiet. 1559 übernahmen die Herzöge von Pfalz-Zweibrücken zu der schon bestehenden Landesherrschaft auch die Grundherrschaft von Queichhambach bis zum Ende des 18. Jahrhunderts. 1739 entstand an der Stelle des Vorgängerbaus die heutige neue Pfarrkirche. Nach Einnahme des Linken Rheinufers durch französische Revolutionstruppen (1794) während der Franzosenzeit war Queichhambach von 1798 bis 1814 dem Kanton Annweiler im Département Donnersberg zugeordnet und wurde von der Mairie in Annweiler verwaltet. Aufgrund der auf dem Wiener Kongress (1815) getroffenen Vereinbarungen waren die Pfalz und damit auch die Gemeinde Queichhambach zunächst Österreich zugeordnet worden. In einem 1816 geschlossenen Staatsvertrags trat Österreich Region an das Königreich Bayern ab. Der nunmehr bayerische Kanton Annweiler gehörte im neu geschaffenen Rheinkreis vorläufig noch zu dem aus dem vorherigen Arrondissement gebildeten Bezirk Zweibrücken und kam am 1. August 1816 zum Bezirk Landau. Nach der Untergliederung der Bezirke in Landkommissariate (1818) gehörte Queichhambach zum Landkommissariat, später Bezirksamt Bergzabern, aus dem 1938 der Landkreis Bergzabern entstand.
Im amtlichen Ortschaftenverzeichnis für den Freistaat Bayern aus dem Jahr 1928 wurde die Landgemeinde Queichhambach, nun zum bayerischen Regierungsbezirk Pfalz und zum Bezirksamt Bergzabern gehörend, wie folgt beschrieben: Insgesamt 289 Einwohner (103 Katholiken, 183 Protestanten und drei sonstige Christen), 56 Wohngebäude und eine Fläche von 418 Hektar; es gab im Kirchdorf Queichhambach selbst eine protestantische Schule und eine Handarbeitsschule. Zur Gemeinde gehörten die Einzelsiedlungen Albersweiler mit vier Wohngebäuden und 33 Einwohnern sowie Neumühle mit zwei Wohngebäuden und zehn Einwohnern.
Im Zuge der rheinland-pfälzischen Verwaltungsreform wechselte der Ort wie die meisten des Kreises in den neu geschaffenen Landkreis Landau-Bad Bergzabern (seit 1978: Landkreis Südliche Weinstraße). 1972 sollte er zudem in die ebenfalls neu geschaffene Verbandsgemeinde Annweiler am Trifels eingegliedert werden, jedoch sprach sich der Gemeinderat für die Eingemeindung nach Annweiler aus, die am 22. April 1972 vollzogen wurde.

## Politik

### Ortsbezirk
Der Ortsteil Queichhambach ist ein Ortsbezirk der Stadt Annweiler am Trifels und verfügt über einen eigenen Ortsbeirat sowie einen Ortsvorsteher.
Der Ortsbeirat besteht aus zwölf Mitgliedern, die bei der Kommunalwahl am 9. Juni 2024 in einer Mehrheitswahl gewählt wurden, und der ehrenamtlichen Ortsvorsteherin als Vorsitzender.
Alexandra Schnetzer wurde am 15. August 2019 Ortsvorsteherin von Queichhambach. Da bei der Direktwahl am 26. Mai 2019 kein Bewerber angetreten war, erfolgte die Wahl durch den Ortsbeirat. Dieser wählte Schnetzer einstimmig. Bei der Direktwahl am 9. Juni 2024 wurde sie als einzige Bewerberin mit 87,7 % für weitere fünf Jahre in ihrem Amt bestätigt.
Schnetzers Vorgänger Manfred Müller hatte das Amt 25 Jahre ausgeübt.

### Partnerschaft
Seit 1983 besteht eine Gemeindepartnerschaft zu Hartzviller im französischen Département Moselle.

## Wappen
Bis zur Eingemeindung nach Annweiler am 22. April 1972 besaß Queichhambach ein eigenes Wappen.
| Wappen von Queichhambach | Blasonierung: „In Silber ein wachsender, goldnimbierter, goldhaariger Heiliger in natürlichen Farben, bekleidet mit einem goldenen Messgewand (Albe), einem blauen, ärmellosen, hochgeschlossenen Chormantel und einer blauen goldverbrämten Mitra, in der Rechten einen goldenen Krummstab, in der Linken ein aufrecht stehendes rotes Buch mit goldenen Beschlägen.“ |
| Wappen von Queichhambach | Wappenbegründung: Der Heilige ist der hl. Pirminius, im Mittelalter der Patron des Klosters Hornbach; das Wappen geht auf das seit 1496 nachgewiesene Gerichtssiegel von Queichhambach zurück. Andere Wappenversionen zeigen den Heiligen mit silbernem Haar und silberbeschlagenem Buch.                                                                              |

## Infrastruktur

Gut Hohenberg

Mit einer Hofanlage, einem Wohnhaus, dem Gasthaus Im Fronhof, der protestantische Kirche – alle in der örtlichen Queichtalstraße befindlich – und der Queichtalbrücke nördlich des Ortes befinden sich in Queichhambach insgesamt fünf Objekte, die unter Denkmalschutz stehen. Der südöstlich des Siedlungsgebiets gelegene Seminarbauernhof Gut Hohenberg bietet ein Programm für Schüleraufenthalte und zur Erwachsenenbildung an. Vor Ort existierte zeitweise ein jüdischer Friedhof.

## Verkehr
1874 entstand mit Eröffnung des Abschnitts Landau–Annweiler der Bahnstrecke Landau–Zweibrücken auf Höhe des Weilers Neumühle der Bahnhof Albersweiler-St. Johann, der später in Albersweiler umbenannt wurde. 1984 wurde er zugunsten eines für die Gemeinde Albersweiler ortsnahen Haltepunkts aufgegeben. Unmittelbar nördlich des Ortes verläuft in Ost-West-Richtung die Bundesstraße 10. Durch den Ort verläuft die Landesstraße 490, die bis nach Niederschlettenbach führt. Am nordwestlichen Ortsrand mündet in diese außerdem die Kreisstraße 9, die nach Gräfenhausen führt. Der Ort ist über die Buslinien 523 und 524 des Verkehrsverbundes Rhein-Neckar an das Nahverkehrsnetz angebunden; erstere verbindet ihn mit der Kernstadt sowie mit Gräfenhausen, Bindersbach und Albersweiler und letztere über die Kernstadt, Waldhambach und Waldrohrbach zum Pfalzklinikum.

## Kultur
Am 4. August 2012 wurde der „Platz der Literatur“ eingeweiht. Initiator ist der Heimatforscher, Volkskundler und Buchautor Helmut Seebach.
Dieser Platz vereinigt drei Einrichtungen pfälzischer Literatur mit Tisch und Bank, die kostenfrei genutzt werden können. Seit 2008 befindet sich am östlichen Ortseingang in Form eines umfunktionierten ehemaligen Stromkastens ein öffentlicher Bücherschrank; es war der erste seiner Art innerhalb der Pfalz. 2011 kam der erste Literamat hinzu, der Zigarettenschachteln mit Kurzgeschichten und Gedichten Pfälzer Autoren enthält, sowie 2012 eine Hörzelle mit gesprochener Literatur von Pfälzer Mundartdichtern.